# 맥 맥도날드
맥 맥도널드(Mac McDonald, 1949년 6월 18일 ~ )는 미국의 배우이다.
롱아일랜드에서 태어났다.

## 출연 작품

### 영화
- 롤러볼 (1975)
- 로맨틱 컴퓨터 (1984, Electric Dreams)
- 특급 비밀 (1984)
- 에이리언 2 (1986)
- 슈퍼맨 4: 최강의 적 (1987)
- 배트맨 (1989) - 군 역
- 사이보그 하드웨어 (1990)
- 러시아 하우스 (1990)
- 전선의 여우 (1990, Night of the Fox)
- 심야의 공포 (1990)
- 멤피스 벨 (1990)
- 와일드 사파리 (1997)
- 제5원소 (1997)
- 러브 오브 시베리아 (1998)
- 51번째 주 (2001)
- 콘트롤 (2004) - 교도소장 역
- Tara Road (2005) - 제리 역
- 라파예트 (2006) - 데트와일러 보안관 역
- 트랜스 시베리아 (2008)
- 데드 캠프 3 (2009)
- 디센트: Part 2 (2009)
- 콜로니: 인류 최후의 날 (2016, Somnus) - 수호자 역